# ميخائيل شيغورين
ميخائيل إيفانوفيتش شيغورين (غاتتشينا، 12 نوفمبر 1850 - لوبلين، 25 جانفي 1908) كان من أفضل لاعبي الشطرنج الروس وآخر لاعب كبير من حقبة الشطرنج الرومانسي، ويعتبر مصدر تأثير كبير وأبو المدرسة السوفياتية للشطرنج التي سيطرت على عالم الشطرنج في نصف ونهاية القرن العشرين.

## روابط خارجية
- ميخائيل شيغورين على موقع مباريات الشطرنج (الإنجليزية)
- ميخائيل شيغورين على موقع 365Chess.com (الإنجليزية)
- ميخائيل شيغورين على موقع Chesstempo.com (الإنجليزية)